# El Ranchito (Michoacán)
El Ranchito es una localidad del estado mexicano de Michoacán. Es parte del municipio de Coahuayana.

## Demografía
| Censo | Población |
| ----- | --------- |
| 2020  | 3 278     |